# Drosophila subobscura
Drosophila subobscura este o specie de muște din genul Drosophila, familia Drosophilidae, descrisă de Collin în anul 1936. Conform Catalogue of Life specia Drosophila subobscura nu are subspecii cunoscute.